# Ботлихский язык
Ботлихский язык (ботл. буйхалъи мицIцIи) — язык ботлихцев, распространённый в сёлах Ботлих и Миарсо Ботлихского района Дагестана, а также на плоскостной части Дагестана. В ходе всероссийской переписи населения 2010 года 206 человек указало владение ботлихским языком. Однако по оценке специалистов языком владеет около 8000 человек.

## Лингвистическая характеристика
Ботлихский язык относится к андийской подгруппе нахско-дагестанской семьи. Выделяются два говора с незначительными расхождениями в фонетике и морфологии: ботлихский и миарсинский.
В языке представлены 10 гласных звуков и 42 согласных.
Имеется четыре латеральных согласных (лъ, лълъ, лӀ, кь). Наличествует противопоставление по интенсивности для глухих аффрикат и спирантов (ц, ч, цӀ, чӀ, с, ш, лъ, х) . Существует тенденция к объединению фарингального и ларингального рядов спирантов. Для аффрикат характерна четверичная система, а для спирантов — троичная.
Ботлихский язык имеет трёхчленную систему именных классов (в единственном числе: мужской, женский, средний). Падежная система включает номинатив, эргатив, датив, генитив; дифференцировано шесть серий локализаций и четыре направительных суффиксов (выявлена тенденция к совпадению элатива и транслатива). Вместе с синтетическими формами прошедшего, настоящего, будущего времени индикатива распространены многочисленные аналитические формы.
Язык относится к агглютинативному типу, однако прослеживаются отдельные элементы флективности в именной и глагольной морфологии.
Наиболее распространёнными способами словообразования являются суффиксация, словосложение и редупликация.
Порядок слов в предложении можно назвать свободным, как правило придаточные предложения располагаются после основного глагола. Сложные предложения образуются с помощью нефинитных форм.
Основными источниками заимствований являются арабский и русский языки. Также встречается значительное количество из аварского языка. Тюркизмы и персизмы, скорее всего, попали в ботлихский через аварский язык.

## Письменность
Ботлихский язык не имеет письменности. В научных работах и словарях используется фонетическая транскрипция на основе аварского алфавита. В словаре «Ботлихско-русском словаре» 2019 года используется следующий алфавит:
| А а   | Аᴴ аᴴ | Б б   | В в   | Г г       | Гъ гъ | Гь гь | ГӀ гӀ     | Д д       | Дж дж | (Е е)     | Ж ж   | З з   | И и   |
| Иᴴ иᴴ | Й й   | К к   | Кк кк | Къ къ     | Кь кь | КӀ кӀ | КӀкӀ кӀкӀ | Л л       | Лъ лъ | Лълъ лълъ | ЛӀ лӀ | М м   | Н н   |
| О о   | П п   | ПӀ пӀ | Р р   | С с       | Сс сс | Т т   | ТӀ тӀ     | У у       | Уᴴ уᴴ | Х х       | Хх хх | Хъ хъ | Хь хь |
| ХӀ хӀ | Ц ц   | Цц цц | ЦӀ цӀ | ЦӀцӀ цӀцӀ | Ч ч   | Чч чч | ЧӀ чӀ     | ЧӀчӀ чӀчӀ | Ш ш   | Щ щ       | Ъ ъ   | Э э   | Эᴴ эᴴ |

Примечание: В алфавит не включены долгие гласные, которые на письме обозначаются макроном (Ā ā; Ē ē; Ӣ ӣ; Ō ō; Ӯ ӯ). Буква Е заключена в скобки, поскольку слова с начальным йотом приводятся почти исключительно под буквой Й (на йе-).

## Лингвистическая характеристика
В ботлихском языке глухие аффрикаты имеют корреляцию «интенсивный-неинтенсивный»: цц — ц, цІцІ — цІ, чч — ч, чІчІ — чІ, сс — с, шш — ш, лълъ — лъ, хх — х. Звонкая аффриката дж встречается в заимствованных словах, где свободно чередуется с ж. Редко встречается звонкий спирант гІ, фонологический статус которого сомнителен. Заметна тенденция к объединению фарингального и ларингального рядов спирантов. Неинтенсивная аффриката ц встречается редко. Для аффрикат характерна четверичная, для спирантов троичная системы. Латеральных четыре: лълъ, лъ, лІ, кь. В заимствованных словах стечения согласных расщепляются гласным.
Ударение слабое, динамическое, подвижное. Место ударения часто обусловлено морфологической структурой слова; при суф. (-де) ударение на финальном слоге (ъамбур-де́ ‘крыши’), при суф. (-балъи) — на предшествующем слоге (ъима́-балъи ‘отцы’). Во множественном числе в косвенных падежах имен существительных ударение не меняется: им. п. геде ‘кошки’, эрг. п. геде́-ди. В единственном числе при склонении ударение часто перемещается. Ударение обладает дистинктивной функцией: гьикьу ‘сказал’, гьику́ ‘сказав’; или же бе́кьи ‘хлев’ — бекьи́ ‘пахота’, маса́! ‘скажи!’ — ма́са ‘сказал’.
Из фонетических процессов широко распространены б > м: биᴴса > миса ‘увидел’; р > н: раᴴъа > наъа ‘ушли’. Ассимиляция: ав > о: хьуьав > хьуьо ‘хороший’ (не систематически). В исходе слов, на стыке морфем происходит усечение слогов или же слияние и удлинение звуков: гьагъи ида > гьаūда ‘увидит’, гьикьу ида > гьикьӯда ‘сказал’; е + а > ē//е: с̄еъа > с̄ē ‘впереди’; а + а > ā: игьа ата ида > игьа̄т(а) ида ‘заставит сделать’. Регрессивная ассимиляция: л̄ъ̄ > лъ: йаше-л̄ъ̄-лъи > йаше-лъи-лъи ‘девушки’ (род. п.), бм > мм: гъикІаб-ма > гъикІамма ‘придет?’; нб > м: къегьенбалъи > къегьемалъи ‘мешки’ (усечение и ассимиляция). В заимствованиях адаптация нехарактерных для ботлихского языка стечений согласных происходит посредством наращения гласных: школа > ушкул, спичка > испишка, председатель > перседател. Фонологическое противопоставление «интенсивный-неинтенсивный» позиционно (перед согласными) нейтрализуется: ишхъе, бесхъе ‘назад’. Согласные кк, кІкІ, къ, кь, хь стоят вне корреляции, утратив неинтенсивные корреляты, но фонетически реализуются как интенсивные.
Преобладающие модели слога: CV (цІцІе ‘гость’), CVC (ъоб ‘тот’, даб ‘тот (дальше)’). Характер слогоделения CV-CV (ъи-ма ‘отец’, кІа-ту ‘лошадь’), CVC-CV (кІан-кІа ‘жеребенок’, ъиш-та ‘сколько’), CV-CVC (ъи-гьур ‘озеро’), CV-CV-CV (цІцІи-на-лІу ‘коза’). Стечения согласных редки. В инлауте один из согласных (как правило, первый) является сонорным.

## Функционирование языка
Является языком общения ботлихцев между собой. Язык передаётся детям, однако некоторые семьи переходят на русский язык. Образование на ботлихском не ведётся, на уроках родного языка ученики изучают аварский. СМИ на языке отсутствуют, сфера применения ограничена бытовым общением.